# A2高速公路 (保加利亞)

保加利亞高速公路網絡

A2高速公路，又稱海瑪斯高速公路，是保加利亞一條部分通車的高速公路，連接首都索非亞和東北部港口城市瓦爾納，完成後全長433公里。
目前亞布拉尼察至舒門路段仍在施工。海瑪斯是巴爾幹山脈的古稱。